# Griselda
Griselda  è un nome proprio di persona italiano femminile.

## Varianti
- Ipocoristici: Elda

### Varianti in altre lingue
- Catalano: Griselda[4]
- Inglese: Griselda[5][6], Grizelda[6], Grisilde[2]
  - Ipocoristici: Selda[6], Zelda[5][6]
- Medio inglese: Griselda[6], Grisel[6], Grissel[6], Grissell[6], Grizel[6], Grizzel[6]
- Polacco: Gryzelda
- Scozzese: Griselda[5], Griseal[6], Grizel[5]
- Spagnolo. Griselda[4][5]
- Tedesco: Griseldis[6]
- Ungherese: Grizelda

## Origine e diffusione

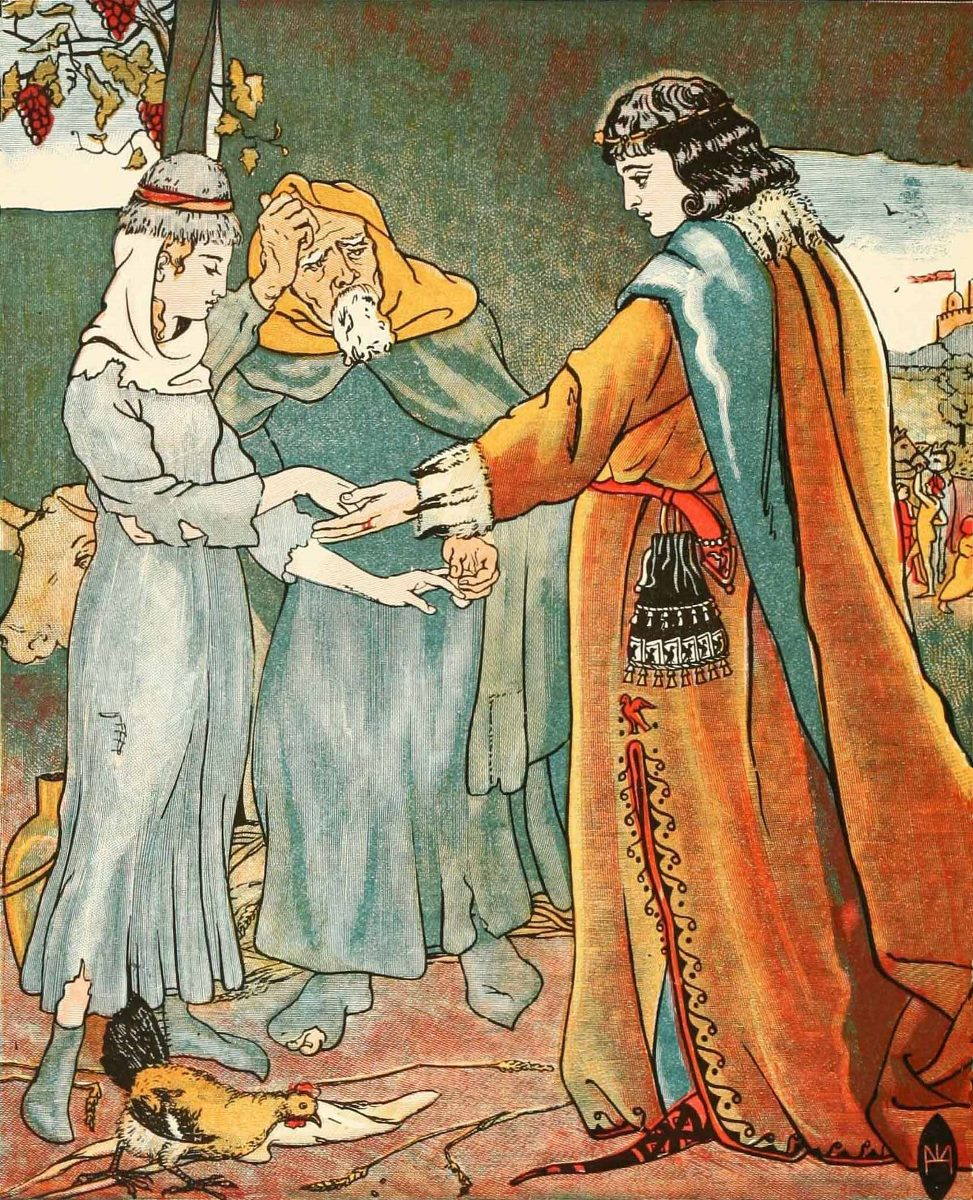
Il matrimonio di Griselda, da un'illustrazione per I racconti di Canterbury di Chaucer

Nome dall'etimologia incerta, potrebbe essere formato dalla radice germanica gris ("grigio") o grima ("maschera"), combinata con hild ("battaglia", comunissima nei nomi germanici e riscontrabile anche in Matilde, Brunilde e Crimilde e via dicendo) oppure ald ("vecchio", "saggio"), con un significato complessivo di "guerriera grigia" o, in senso lato, di "vecchia eroina".
Nonostante queste ipotesi etimologiche, però, nelle lingue germaniche il suo uso non è minimamente attestato, e di fatto potrebbe essere una creazione letteraria prodotta dal Boccaccio combinando Criseide e Matelda: il nome infatti era ben poco usato prima che egli lo desse ad un personaggio del Decameron, seguito da Chaucer che ne fece uso ne I racconti di Canterbury; queste due opere ispirarono molti altri scrittori ad usarlo, inclusi Petrarca (Il racconto del chierico) e Perrault (Patient Griselda).
In epoca medievale, in Inghilterra e ancora più in Scozia, il nome aveva raggiunto un'ampia diffusione, dando origine anche ad una vasta gamma di forme dialettali; la forma "Griselda" venne ulteriormente ripresa alla fine del Settecento, il suo uso poi rinforzato dal romanzo di Maria Edgeworth The Modern Griselda. In Italia il nome è usato occasionalmente nel Nord, specie in Toscana, dove è sopravvissuto sostanzialmente per ragioni letterarie.
Dal finire del 1900 si è registrata una certa tendenza, almeno in ambienti anglofoni, ad associare il nome "Griselda" a figure di streghe; questo processo potrebbe essere in parte dovuto a numerosi casi di donne con questo nome accusate di stregoneria in Scozia tra il XVII e l'inizio del XVIII secolo.

## Onomastico
Il nome è adespota, non essendovi sante che lo abbiano portato; l'onomastico può essere festeggiato il 1º novembre, per la festa di Ognissanti.

## Persone

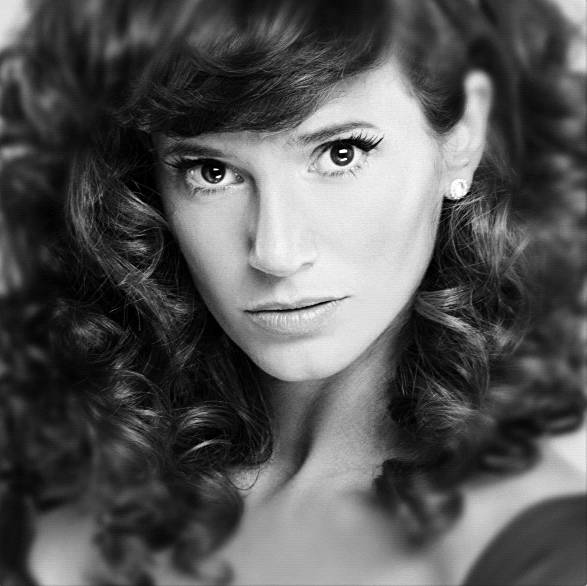
Griselda Siciliani

- Griselda Álvarez, politica, scrittrice e attivista messicana
- Griselda Andreatini, vero nome di Gilda Mignonette, cantante di varietà e sciantosa italiana
- Griselda Blanco, criminale colombiana
- Griselda Gambaro, scrittrice argentina
- Griselda Pollock, storica dell'arte e sociologa britannica
- Griselda Sanchez, modella argentina
- Griselda Siciliani, attrice, cantante e ballerina argentina

### Varianti

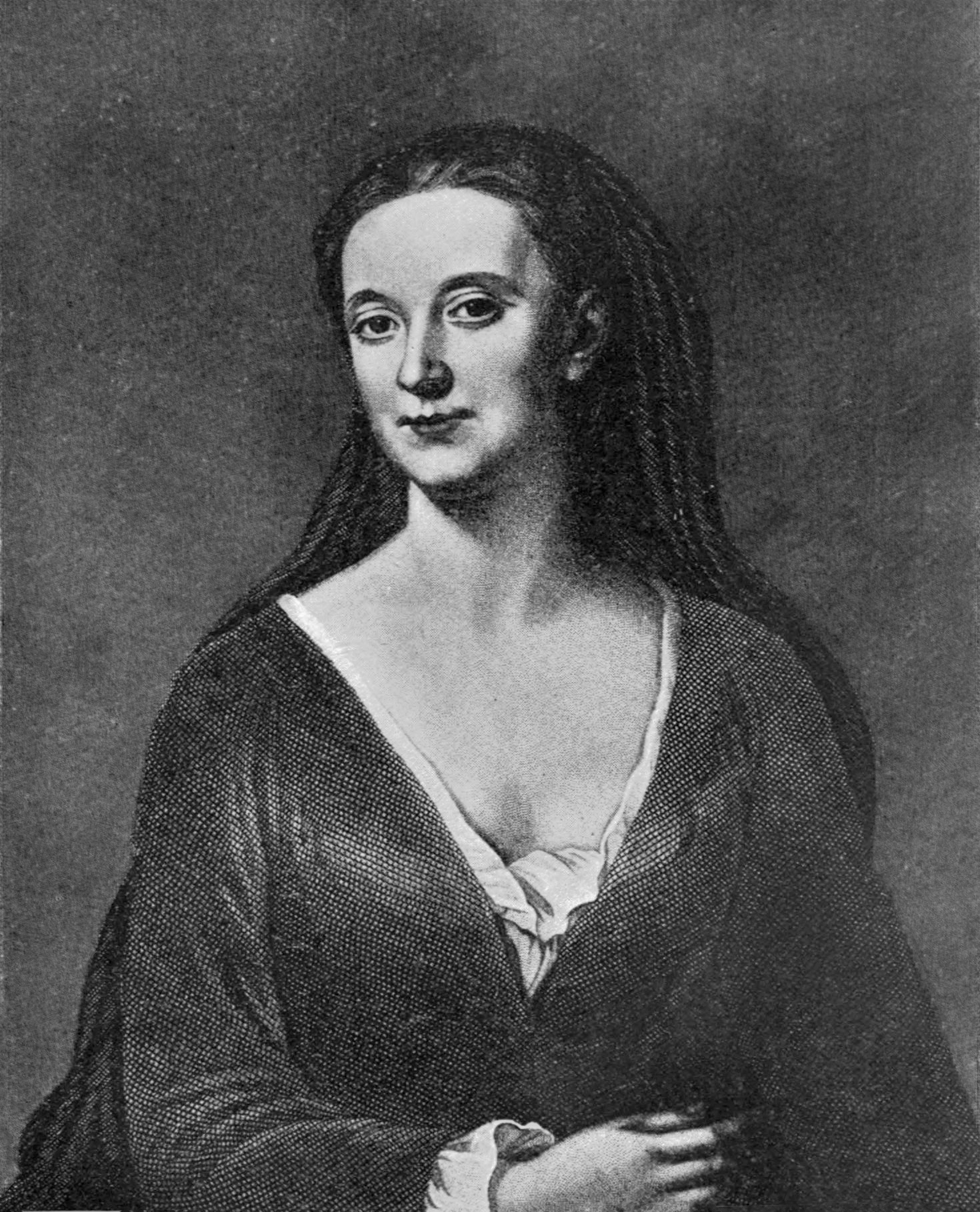
Grizel Baillie

- Grizel Baillie, scrittrice e cantautrice scozzese
- Grisel Herrera, cestista cubana

## Il nome nelle arti
- Griselda è un'opera seria in tre atti composta da Giovanni Bononcini.
- Griselda è un'opera seria in tre atti di Alessandro Scarlatti.
- Griselda è un'opera in 3 atti di Antonio Vivaldi su libretto di Carlo Goldoni.
- La Griselda è una tragicommedia in 3 atti di Carlo Goldoni.
- Griselda è la protagonista dell'ultima novella del Decameron di Giovanni Boccaccio.
- Griselda è la protagonista del racconto del chierico di Oxford nei Racconti di Canterbury di Geoffrey Chaucer.
- Griselda è un personaggio del cartone animato Winx Club, è l'ispettrice della Scuola delle fate di Alfea.
- Griselda Fishfinger è un personaggio del film del 1977 Jabberwocky, diretto da Terry Gilliam.